# Mötley Records
Mötley Records es el actual sello discográfico de la banda de heavy metal Mötley Crüe. Los álbumes que la compañía ha hecho con Mötley Crüe incluyen Saints of Los Angeles, Red, White & Crüe, Generation Swine, y New Tattoo, así como todos los álbumes originales que han sido remasterizados. La compañía discográfica es la tercera de la banda. Que se distribuyó originalmente por Beyond Records, que a su vez, fue distribuido por BMG. Beyond Records plegaron poco después. Ahora, la etiqueta se distribuye actualmente por Hip-O Records y Universal Music Group, aunque desde 2008 esta se ha limitado a la distribución fuera de Estados Unidos, ya que la etiqueta es ahora distribuida por Eleven Seven Music y Warner Music Group en América del Norte.
- Datos: Q5405487